# Dactylorhiza durandii
Dactylorhiza durandii là một loài thực vật có hoa trong họ Lan. Loài này được (Boiss. & Reut.) M.Laínz mô tả khoa học đầu tiên năm 1971.